# Tezaurul lui Decebal

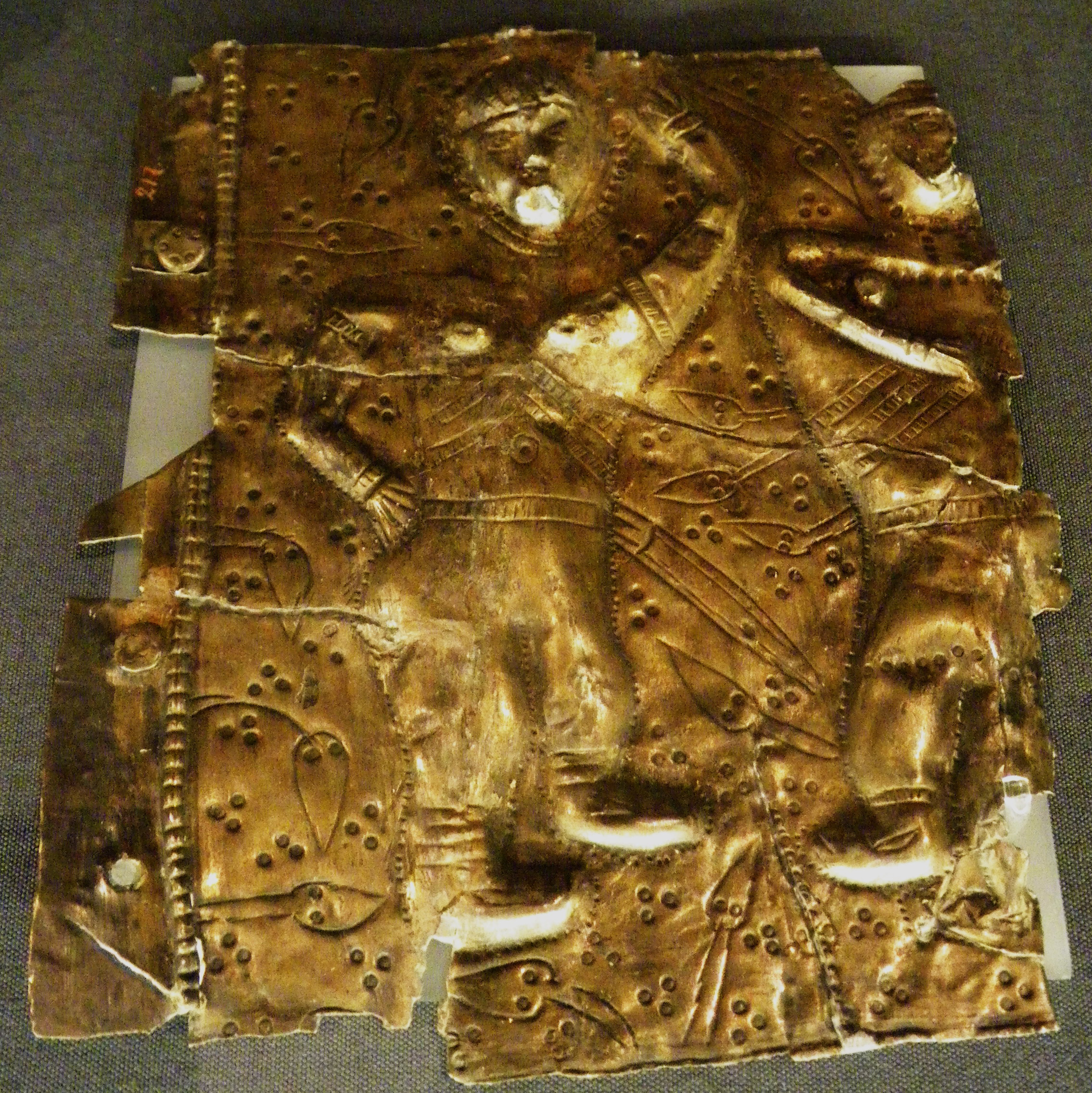
Aur dacic. (Kunsthistorisches Museum)

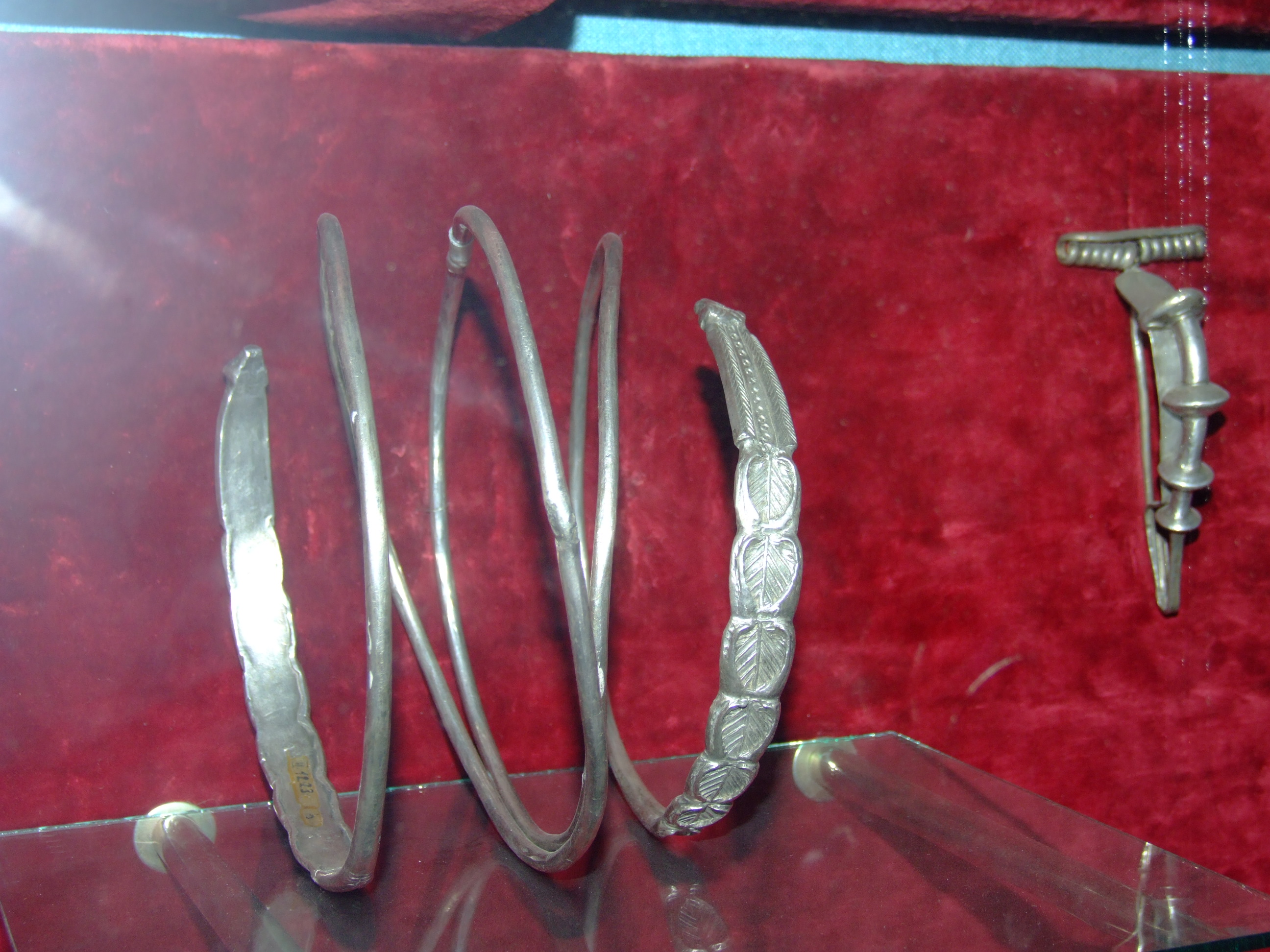
Brăţări dacice. (Muzeul din Cluj)

Tezaurul lui Decebal este o povestire legendară scrisă de Cassius Dio. Prezintă evenimente despre care se spune că s-ar fi întâmplat în lumea romană în timpul celui de-al doilea secol d.Hr..  

## Povestea
Conform tradiției Regele Decebal  a fost trădat de către apropiatul său Bicilis care le-a spus romanilor unde era îngropat aurul Daciei.

## Resurse
Traian nu a recuperat aurul. Între 1540 și 1759 în Sarmizegetusa Regia 700 kg de aur au fost găsite, mai mult a fost descoperit în secolul al XIX-lea. Dio Cassius, Jérôme Carcopino (p. 73), Ioanes Lydus, (bazat pe datele din ,,Getica” lui Criton) apreciază acest tezaur la 165.000 kg aur și 331.000 kg argint îngropate sub râul Sergetia. Chiar dacă cifrele sunt exagerate, bogăția prăzii a permis redresarea parțială a finanțelor Imperiului.
O mare parte a tezaurului a fost descoperit de câțiva țărani români in apa Streiului în 1543. Cardinalul Martinuzzi a reușit cu forța să ia comoara de la români. La rândul său, cardinalul a fost ucis de generalul Giovanni Batista Castaldo ca să-i ia comoara. Aurul a fost folosit parțial de general pentru a construi palatul Sormani din Milano. O altă parte a fost trimisă împăratului Austriei, protectorul generalului.